# Gräsmöss
Gräsmöss eller sebramöss (Lemniscomys) är ett släkte i familjen råttdjur som förekommer i Afrika söder om Sahara.

## Beskrivning
De flesta gräsmössen (nio av släktets elva arter) har en kännetecknande mönstring på kroppen. De har vita prickar som är ordnade i 5 till 6 strimmor. Prickarna är antingen skarpt skilda från varandra eller överlappar varandra. Pälsens grundfärg är brunaktig och på ryggens mitt finns dessutom en smal svart strimma. Kroppslängden ligger mellan 9 och 14 centimeter och därtill kommer en 8 till 15 centimeter lång svans. Arterna väger 18 till 68 g. Svansen har en mörk ovansida och en ljus undersida.
Gräsmöss lever huvudsakligen på savannen men de finns även i torra skogar och halvöknar. De gömmer sig i gräset och bygger klotformiga bon av löv och gräs som är fäst i buskar eller höga grässtjälkar. De gräver inga tunnlar men uppsöker andra djurs underjordiska bon när de blir hotade. Födan utgörs av gräs och frön samt ibland av insekter. Alla arter är aktiva på dagen. Gräsmöss når i bergstrakter 3500 meter över havet.
Framförallt arten randfläckad gräsmus (Lemniscomys striatus) har en stor population och är troligtvis i östra och södra Afrika en av däggdjursarterna med flest individer. Oavsett population lever de enskilda individerna ensamma. I fångenskap når gräsmöss en ålder av fyra eller fem år, men i naturen blir de vanligen inte lika gamla. På grund av de många fienderna och levnadssättet ovanpå markytan, dör de flesta gräsmöss innan de är ett år gamla. Å andra sidan är dessa djur mycket reproduktiva. Per kull föds omkring 12 ungdjur. Födelsen sker under regntiden som i östra Afrika inträder mellan april och juni samt mellan september och december. Under dessa tider kan de para sig flera gånger. Ett par i fångenskap hade under loppet av 15 veckor fyra kullar.

## Arterna
Elva arter är beskrivna:
- Randfläckad gräsmus (Lemniscomys striatus), lever på savanner i nästan hela Afrika söder om Sahara, saknas bara i Sydafrika.
- Lemniscomys griselda, i Angola.
- Lemniscomys linulus, främst på skogsgläntar i Senegal och Elfenbenskusten.
- Lemniscomys rosalia, södra och östra Afrika.
- Lemniscomys roseveari, i Zambia.
- Lemniscomys macculus, östra Afrika.
- Strimmig mus (Lemniscomys barbarus), Sahel och savanner i västra Afrika.
- Lemniscomys bellieri, Elfenbenskusten.
- Lemniscomys mittendorfi, vid stranden av sjön Oku i Kamerun.
- Lemniscomys hoogstraali, vid övre Nilen i Sudan.
- Lemniscomys zebra [4]

Lemniscomys linulus och Lemniscomys rosalia saknar de vita strimmorna. De har bara den svarta strimman på ryggens mitt och annars är pälsen enfärgad.